# Открытое собрание
«Открытое собрание» (исп. Cabildo Abierto) — ультраправая социально-консервативная политическая партия Уругвая, образованная в 2019 году.

## Идеология
Идеология партии включает общественную безопасность, семейные ценности и социальный консерватизм и противостоит гендерной теории. Утверждается, что артигасизм является их основным источником вдохновения. Их кандидатом в президенты на выборах 2019 года был недавний командующий Уругвайской национальной армией Гвидо Манини Риос, ставший резким критиком президента Табаре Васкеса, который получил в 1-м туре выборов 11,46 % голосов. Кроме этого, на выборах в Генеральную ассамблею партия получила 11 мест в Палате депутатов и 3 места в Сенате.
Некоторые международные новостные агентства, такие как El País из Мадрида, интерпретируют появление партии в стране как признак роста правого популизма, наряду с избранием Дональда Трампа в США и брекситом в Великобритании, в такой традиционно центристской стране как Уругвай. Среди членов партии — несколько военных офицеров, как действующих, так и в отставке, а также члены бывшего ультраправого студенческого антикоммунистического движения «Juventud Uruguaya de Pie».

## Участие в выборах

### Парламентские выборы
| Год выборов | Голосов | % | Палата депутатов |
| ----------- | ------- | - | ---------------- |
| 2019        |         |   | 11 из 99         |

| Год выборов | Голосов | % | Сенат   |
| ----------- | ------- | - | ------- |
| 2019        |         |   | 3 из 30 |